# Filhas do Coração Imaculado de Maria
As Filhas do Coração Imaculado de Maria, também conhecidas como Irmãs Cordimarianas, é uma congregação religiosa católica feminina fundado em Macapá, Brasil, em 1917, pelo missionário belga Pe. Júlio Maria de Lombaerde, MSF. Os membros da congregação usam as letras FCIM depois de seus nomes.

## História
Missionário belga, o Pe. Júlio Maria de Lombaerde, MSF, foi mandado para o Brasil em setembro de 1912. Aportou em Recife, Pernambuco, em outubro daquele ano. Passou algum tempo em Natal, Rio Grande do Norte, mas o seu destino era Macapá, aonde chegou em 27 de fevereiro de 1913.
Ali entregou-se às tarefas missionárias. Após fundar a Associação das Filhas de Maria, algumas jovens desejaram o ingresso na vida religiosa. Com a aprovação do bispo de Santarém, Dom Frei Armando Bahlmann, OFM, lançou as bases da Congregação das Filhas do Coração Imaculado de Maria, também chamadas de Irmãs Cordimarianas, em 21 de novembro de 1916. A congregação surgiu com três membros, Maria José, Maria de Jesus e Maria de Nazaré, e teve seus estatutos aprovados pelo Papa Bento XV em 1 de abril de 1919.
Por conta de uma epidemia de febres que assolou Macapá, que vitimou algumas irmãs, em setembro de 1923, Pe. Júlio transferiu a Casa de Governo das Irmãs e o Noviciado para Icoaraci, subúrbio de Belém, Pará.
De 1916 a 1925, a congregação recebeu o ingresso de 51 novos membros e expandiu sua área de atuação, servindo principalmente em escolas e hospitais no resto do Amapá, Pará, Maranhão e Piauí, e transpuseram a fronteira, ao fazer missão entre os indígenas tucanos em Vaupés, na Colômbia, em dezembro de 1920.
A congreação realizou seu primeiro capítulo geral entre 28 e 30 de agosto de 1926, na qual a Irmã Maria de Jesus foi eleita madre superiora, cargo que manteria nos capítulos seguintes até 1971. Um mês depois, sentindo que sua presença física não era mais necessária, Pe. Júlio Maria deixou a congregação para dedicar-se à fundação de uma congregação masculina (os futuros Missionários Sacramentinos de Nossa Senhora). Trocou de lugar com o Pe. Teodoro Kokke, indo este cuidar das irmãs em Belém, e aquele para a comunidade de Alecrim, em Natal.
Em abril de 1932, as irmãs receberam a visita canônica do arcebispo de Belém, Dom Antônio de Almeida Lustosa, SDB, que veio a ser um grande incentivador do instituto. Quando este foi transferido para a Arquidiocese de Fortaleza, Ceará, fez o convite para que a sede e o noviciado da congregação ali se estabelecessem. O convite foi aceito e, em 31 de maio de 1949, as irmãs se estabeleceram em Caucaia, município contíguo a Fortaleza.
Em 1937, foi fundada a Unidade Educacional Coração Imaculado de Maria (UNECIM), no Município de Russas, interior do Ceará, sendo uma das mais tradicionais escolas da região e que possui quase 90 anos de existência.
Em 30 de março de 1963, foi assinado o Decreto de Louvor da congregação pelo cardeal Ildebrando Antoniutti, prefeito da Congregação para os Institutos de Vida Consagrada e Sociedades de Vida Apostólica.
O Concílio Vaticano II, realizado entre 11 de outubro de 1962 e 8 de dezembro de 1965, trouxe renovação para a vida religiosa consagrada. Em julho de 1969, um capítulo gera extraordinário foi convocado para estudar os documentos produzidos pelo concílio e, a partir disso, foram aprovadas mudanças nas constituições e no regulamento da congregação cordimariana.
As Filhas do Coração Imaculado de Maria comemoraram seu jubileu de cem anos de fundação em 21 de novembro de 2016, com missa presidida por Dom Plínio José Luz da Silva, bispo de Picos, e concelebrada por bispos e padres de várias regiões do Brasil.